# Liste bekannter Illustratoren
Dies ist eine Liste bekannter Illustratoren.
Merkmale für die Aufnahme in diese Liste sind der Bekanntheitsgrad des Illustrators sowie die Resonanz der erzielten Auswirkungen auf die Kultur im Allgemeinen und speziell in Deutschland.

## A
- Hermann Abeking (1882–1939), deutscher Karikaturist und Illustrator
- Thomas Abeking (1909–1986), deutscher Grafiker und Architekt
- Frank Adams (1871–1944), englischer Kinderbuch-Illustrator
- Mathilde Ade (1877–1953), ungarisch-deutsche Karikaturistin, vor allem für die Meggendorfer Blätter
- Alastair, Pseudonym von Hans-Henning von Voigt, (1887–1969), deutscher Illustrator vornehmlich erotischer Literatur
- Anita Albus (1942–2024), deutsche Schriftstellerin
- John Alcorn (1935–1992), US-amerikanischer Grafikdesigner und Illustrator
- John White Alexander (1856–1915), amerikanischer Maler
- Edmond Aman-Jean (1858–1936), französischer Illustrator
- Anne Anderson (1874–1930), britische Märchenbuchillustratorin
- Ferdinand Andri (1871–1956), österreichischer Maler und Illustrator
- Hans Anker (1878–??), deutscher Grafiker und Illustrator
- Karl-Heinz Appelmann (* 1939), deutscher Grafiker und Illustrator
- Karl Arnold (1883–1953), deutscher Maler und Illustrator
- Otto Arpke (1886–1943), deutscher Maler, Illustrator und Gebrauchsgraphiker
- Meshack Asare (* 1945), ghanaisch-englischer Kinderbuchautor
- ATAK (Georg Barber; * 1967), Illustrator und Comiczeichner
- Anna Atkins (1799–1871), englische Botanikerin
- Keiko Atori (1969–2004), japanische Manga-Zeichnerin
- Mabel Lucie Attwell (1879–1964), britische Kinderbuchillustratorin
- Josef Maria Auchenthaller (1865–1949), österreichischer Maler und Illustrator

## B
- Lieve Baeten (1954–2001), belgische Kinderbuchautorin
- Léon Bakst (1866–1924), russisch-französischer Bühnenkünstler und Illustrator
- Hans Baluschek (1870–1935), deutscher Kinderbuchillustrator
- Georg Barlösius (1864–1908), deutscher Illustrator
- Erwin Barta (1878–1956), ungarisch-österreichischer Illustrator
- Horst Bartsch (1926–1989), deutscher Maler, Grafiker und Illustrator
- Franz Karl Basler-Kopp (1879–1937), deutscher Maler und Zeichner
- John D. Batten (1860–1932), britischer Märchenbuch-Illustrator
- John Bauer (1882–1918), schwedischer Märchenbuch-Illustrator
- Jutta Bauer (* 1955), deutsche Kinderbuchautorin und Illustratorin
- Karl Bauer (1868–1942), deutscher Illustrator
- Lewis Baumer (1870–1963), britischer Kinderbuch-Illustrator
- Fritz Baumgarten (1883–1966), deutscher Illustrator
- Otto Bauriedl (1881–1961), deutscher Illustrator
- Pauline Baynes (1922–2008), britische  Autorin
- Franz von Bayros (1866–1924), kroatisch-österreichischer Illustrator vor allem erotischer Literatur
- Aubrey Beardsley (1872–1898), englischer Dichter, Grafiker, Illustrator und Karikaturist
- Johanna Beckmann (1868–1941), deutsche Scherenschnitt-Illustratorin
- Max Beckmann (1884–1950), deutscher Maler und Grafiker
- Maurice de Becque (1878–1938), französischer Illustrator
- Francis Donkin Bedford (1864–1954), britischer Illustrator
- Max Beerbohm (1872–1956), britischer Autor, Karikaturist und Illustrator
- Marcus Behmer (1879–1958), deutscher Maler und Illustrator
- Peter Behrens (1868–1940), deutscher Architekt, Maler, Designer und Typograf
- Hermann Bek-Gran (1869–1909), deutscher Illustrator von Jugendschriften
- Robert Anning Bell (1863–1933), britischer Illustrator
- Eduard von Bendemann (1811–1889), deutscher Maler und Illustrator
- Carl Friedrich Joseph Benedek (1902–??), österreichischer Illustrator
- Alexander Nikolajewitsch Benois (Benua; 1870–1960), russisch-französischer Illustrator
- Björn Berg (1923–2008), schwedischer Zeichner, Maler und Grafiker
- Fritz Bergen (1857–1941), deutscher Illustrator von Jugendschriften
- Rotraut Susanne Berner (* 1948), deutsche Grafikerin
- Lucian Bernhard (1883–1972), deutscher Typograph und Illustrator
- Max Bernuth (1872–1960), deutscher Illustrator
- Bertall (Albert d’Arnoux; 1820–1882) französischer Illustrator
- Paul-Émile Berthon (1872–1909), französischer Maler und Illustrator
- Elsa Beskow (1874–1953), schwedische Kinderbuch-Illustratorin
- Ethel Franklin Betts (1897–1930), amerikanische Kinderbuch-Illustratorin
- Thomas Bewick (1753–1828), britischer Illustrator und Erfinder der Holzstichtechnik
- Iwan Jakowlewitsch Bilibin (1876–1942), russischer Märchenbuch-Illustrator
- Percy J. Billinghurst (1898–1906), britischer Illustrator und Tierzeichner
- Eberhard Binder (1924–1998), deutscher Illustrator und Grafiker
- Elfriede Binder (* 1927), deutsche Illustratorin und Grafikerin
- Ludwig Binder, Illustrator (1911–1968), deutscher Maler und Schulbuchillustrator
- Jan Birck (* 1963), deutscher Trickfilmkünstler, Cartoonist und CD-ROM-Gestalter
- Adolf Blaim (1942–2004), österreichischer Maler und Galerist
- Quentin Blake (* 1932), englischer Cartoonist und Kinderbuchautor
- William Blake (1757–1827), britischer Dichter, Illustrator und Lithograph
- Carlo Böcklin (1870–1934), Schweizer Autor und Illustrator
- Gunter Böhmer (1911–1986), deutscher Maler und Zeichner
- Marco Zagrabinsky (Bonski, * 1971), deutscher Cartoonist und Karikaturist
- Johann Michael Bossard (1874–1950), Schweizer Illustrator
- Jean de Bosschère (1878–1953), französischer Illustrator
- Louis Maurice Boutet de Monvel (1851–1913), französischer Illustrator
- William H. Bradley (1868–1962), amerikanischer Designer, Plakatkünstler und Illustrator
- Bine Brändle (* 1975), deutsche Designerin, Kinder- und Sachbuchautorin, Illustratorin
- Frank William Brangwyn (1867–1956), britischer Maler und Illustrator
- Hugo L. Braune (1872–1937), deutscher Maler, Grafiker und Illustrator
- Don Brautigam (1946–2008), amerikanischer Grafiker und Illustrator
- Walter Breker (1904–1980), deutscher Gebrauchsgrafiker
- Eleanor Fortescue-Brickdale (1871/1872–1945), britische Malerin und Illustratorin
- Charles Edmund Brock (1870–1938), britischer Kinderbuch-Illustrator
- Leonard Leslie Brooke (1862–1940), britischer Kinderbuch-Illustrator
- Anthony Browne (* 1946), britischer Bilderbuchautor
- Gordon Browne (1858–1932), britischer Illustrator
- Umberto Brunelleschi (1879–1949), italienischer Bühnenausstatter und Illustrator
- René Bull (1872–1942), irischer Illustrator
- Edward Burne-Jones (1833–1898), britischer Maler, Designer und Illustrator
- John Burningham (1936–2019), englischer Kinderbuchautor
- Wilhelm Busch (1832–1908), deutscher Maler und Hauptvertreter der Bildergeschichte

## C
- Josef Čapek (1887–1945), tschechischer Maler, Zeichner, Graphiker, Photograph und Schriftsteller
- Eric Carle (1929–2021), amerikanischer Kinderbuchautor
- Lauren Child (* 1967), britische Bilderbuchkünstlerin und Autorin
- Daniel Chodowiecki (1726–1801), deutscher Kupferstecher und Grafiker
- Silvia Christoph (* 1950), deutsche Illustratorin, Grafikdesignerin und Sängerin
- Philippe Corentin (1936–2022), französischer Cartoonist, Kinderbuchautor und Zeichner

## D
- Gustave Doré (1832–1883), französischer Maler und Grafiker
- Hans-Günther Döring (* 1962), deutscher Autor und Illustrator

## E
- Heinz Ebel (1928–2020), deutscher Gebrauchsgrafiker und Illustrator
- Tamara Ebert (* 1936), deutsche Malerin, Zeichnerin, Grafikerin und Illustratorin
- Heinz Edelmann (1934–2009), Illustrator und Grafikdesigner
- Rainer Ehrt (* 1960), deutscher Maler, Grafiker und Cartoonist
- Charles Eisen (1720–1778), französischer Maler, Radierer, Zeichner und Illustrator
- Klaus Ensikat (* 1937), deutscher Grafiker
- Wolf Erlbruch (1948–2022), deutscher Kinderbuchautor

## F
- Lyonel Feininger (1871–1956), deutsch-amerikanischer Maler, Grafiker und Karikaturist
- James Flora (1914–1998), amerikanischer Gebrauchsgrafiker, bildender Künstler und Kinderbuchautor
- Paul Flora (1922–2009), österreichischer Zeichner, Karikaturist und Grafiker
- Hans Fronius (1903–1988), österreichischer Maler und Illustrator
- Adrian Frutiger (1928–2015), Schweizer Grafikdesigner und Schriftgestalter

## G
- Winnie Gebhardt-Gayler (1929–2014), deutsche Illustratorin
- Jacky Gleich (* 1964), deutsche Buchillustratorin, Trickfilmerin und Malerin
- Edward Gorey (1925–2000), amerikanischer Autor
- Janusz Grabiański (1929–1976), polnischer Grafiker
- Mario Grasso (1941–2018), Schweizer Illustrator und Autor
- Johannes Grüger (1906–1992), deutscher Buchillustrator

## H
- Josef Hegenbarth  (1884–1962),  deutscher Maler und Grafiker
- Nikolaus Heidelbach (* 1955), deutscher Bilderbuchillustrator und -autor
- Sybille Hein (* 1970), deutsche Illustratorin, Autorin und Designerin
- Regine Heinecke (1936–2019), deutsche Malerin, Grafikerin und Illustratorin (DDR)
- Ludwig Hohlwein (1874–1949), deutscher Plakatkünstler, Grafiker, Architekt und Maler
- Hans Holbein der Jüngere (1497–1543), deutscher Maler
- Hildegard Hudemann (1914–2005), deutsche Buchillustratorin
- Charles Hug (1899–1979), Schweizer Maler und Buchillustrator
- Georg Hülsse (1914–1996), deutscher Maler, Grafiker und Fotograf
- Pat Hutchins (1942–2017), britische Illustratorin und Kinderbuchautorin

## I
- Roberto Innocenti (* 1940), italienischer Autor

## J
- Susanne Janssen (* 1965), deutsche Bilderbuchillustratorin
- Janosch (* 1931), deutscher Kinderbuchautor und Schriftsteller
- Adolf Jöhnssen (1871–1950), deutscher Maler, Illustrator, Lithograf und Musiker

## K
- Eduard Kaempffer (1859–1926), deutscher Maler
- Eva Kausche-Kongsbak (1918–2010), deutsche Malerin, Grafikerin und Autorin
- Kurt Klamann (1907–1984), deutscher Zeichner und Karikaturist
- Werner Klemke (1917–1994), deutscher Buchgestalter und Gebrauchsgrafiker
- Fritz Koch-Gotha (1877–1956), deutscher Grafiker, Zeichner, Karikaturist, Illustrator und Schriftsteller
- Vitali Konstantinov (* 1963), deutscher Illustrator und Autor
- Nora Krug (* 1977), deutsche Designerin und Illustratorin, Professorin an Parsons The New School for Design
- Alfred Kubin (1877–1959), österreichischer Grafiker und Schriftsteller
- Felicitas Kuhn (1926–2022), österreichische Bilder- und Kinderbuchillustratorin

## L
- Josef Lada (1887–1957), tschechischer Kinderbuchautor
- Heike Laufenburg (* 1961), deutsche Künstlerin und Autorin
- Edward Lear (1812–1888), britischer Maler und Schriftsteller
- Alan Lee (* 1947), britischer Illustrator und Filmdesigner
- Pija Lindenbaum (* 1955), schwedische Illustratorin, Grafikerin und Schriftstellerin
- Siegfried Linke (1934–1983), deutscher Gebrauchsgrafiker und Illustrator
- Leo Lionni (1910–1999), italienischer Grafiker, Maler und Autor
- Thomas Löhning (* 1973), deutscher Grafiker, Maler und Illustrator
- Heinrich Lossow (1843–1897), deutscher Genremaler, Zeichner und Illustrator
- Iris Luckhaus (* 1973), deutsche Illustratorin und Designerin

## M
- Paul Maar (* 1937), deutscher Kinderbuchautor, Übersetzer, Drehbuch- und Theaterautor
- David Macaulay (* 1946), US-amerikanischer Architekt, Kunsthistoriker und Grafiker
- Wilhelm Maier-Solgk (1919–2007), deutscher Zeichner
- Adolph Menzel (1815–1905), deutscher Maler und Zeichner
- Felix Meseck (1883–1955), deutscher Maler und Grafiker
- Reinhard Michl (* 1948), deutscher Zeichner und Autor
- Ali Mitgutsch (1935–2022), deutscher Bilderbuchautor, Grafiker und Maler
- Walter Moers (* 1957), deutscher Comic-Zeichner und Autor
- Hans Möller (1914–2001), deutscher Maler, Grafiker und Illustrator
- Tony Moore (* 1978), US-amerikanischer Comic-Zeichner
- Mordillo (1932–2019), argentinischer Cartoon-Zeichner
- Jörg Müller (* 1942), Schweizer Illustrator
- Heinz Musculus (1917–1976), deutscher Karikaturist und Zeichner

## N
- Robert Nippoldt (* 1977), deutscher Illustrator und Buchkünstler
- Julius Nisle (1812–1850), deutscher Zeichner und Modelleur
- Sven Nordqvist (* 1946), schwedischer Zeichner

## O
- Bernhard Oberdieck (* 1949), deutscher Illustrator
- Rainer M. Osinger (* 1970), österreichischer Illustrator und Kinderbuchautor

## P
- Bob Peak (1927–1992), amerikanischer Werbeillustrator, Gestalter von Filmplakaten und Titelbildern
- Mervyn Peake (1911–1968), britischer Schriftsteller
- Beatrix Potter (1866–1943), englische Kinderbuchautorin und -illustratorin
- Michael Mathias Prechtl (1926–2003), deutscher Maler und Zeichner
- Hilmar Proft (1931–2022), deutscher Illustrator
- Irmhild Proft (1936–2022), deutsche Illustratorin
- Willy Puchner (* 1952), österreichischer Zeichner und Autor

## Q
- Quino (1932–2020), argentinischer Cartoon-Zeichner

## R
- Aiga Rasch (1941–2009), deutsche Illustratorin und Grafikerin
- Michael Ryba (1947–2014), deutscher Maler, Grafiker und Cartoonist
- Lilo Rasch-Naegele (1914–1978), deutsche Malerin und Grafikerin
- Arthur Rackham (1867–1939), britischer Illustrator
- Erhard Reuwich (* 1450), holländischer Graphiker, Maler und Zeichner
- Hans-Georg Rauch (1939–1993), deutscher Zeichner und Grafiker
- Miguel E. Riveros (* 1976), Comiczeichner chilenischer Herkunft
- Norman Rockwell (1894–1978), amerikanischer Maler
- Ingo Römling (* 1969), deutscher Illustrator, Comiczeichner und Musiker
- Fernando Puig Rosado (1931–2016), spanischer Maler, Graphiker und Animationsfilmer
- Hans Rossmann (1868–1915), deutscher Maler, Grafiker und Illustrator

## S
- Arthur Sarnoff (1912–2000), amerikanischer Zeichner
- Kathrin Schärer (* 1969), Schweizer Autorin und Illustratorin
- Peter Schimmel (1941–2022), deutscher Illustrator und Maler
- Manfred Schlüter (* 1953), deutscher Autor, Illustrator und freier Künstler
- Maurice Sendak (1928–2012), amerikanischer Illustrator und Bühnenmaler
- Lusja Shatalova (* 1968), usbekische Designerin
- Art Spiegelman (* 1948), amerikanischer Cartoonist, Comic-Autor und Schriftsteller
- Max Spring (* 1962), Schweizer Cartoonist
- Katrin Stangl (* 1977), deutsche Autorin, Grafikerin und Künstlerin
- Karl Staudinger (1874–1962), deutscher Maler, Grafiker
- Heiri Strub (1916–2014), Schweizer Grafiker und Illustrator
- Drew Struzan (* 1947), amerikanischer Künstler
- Akaba Suekichi (1910–1990), japanischer Illustrator
- Heinrich Susemihl (1862–1942), deutscher Bildnismaler und Illustrator

## T
- John Tenniel (1820–1914), britischer Illustrator
- Hans Ticha (* 1940), deutscher Maler und Grafiker
- Marit Törnqvist (* 1964), schwedisch-niederländische Kinderbuch-Illustratorin
- Walter Trier (1890–1951), deutscher Illustrator und Karikaturist
- Franz Josef Tripp  (1915–1978), deutscher Maler, Zeichner und Illustrator

## U
- Tomi Ungerer (1931–2019), französischer Grafiker und Schriftsteller

## V
- Alberto Vargas (1896–1982), peruanisch-amerikanischer Zeichner
- Hans-Henning von Voigt (Alastair; 1887–1969), deutscher Illustrator vornehmlich erotischer Literatur
- Klaus Voormann (* 1938), deutscher Musiker und Grafiker

## W
- Uli Waas (* 1949), deutsche Kinderbuch-Illustratorin und Autorin
- F. K. Waechter (1937–2005), deutscher Zeichner, Karikaturist, Cartoonist und Autor
- Seizō Watase (* 1945), japanischer Mangaka
- Ilon Wikland (* 1930), schwedisch-estnische Kinderbuch-Illustratorin
- Sabine Wilharm (* 1954), deutsche Kinderbuch-Illustratorin

## Y
- Chic Young (1901–1973), amerikanischer Cartoonist

## Z
- Franz Zauleck (* 1950), deutscher Bühnenbildner, Grafiker und Autor
- Ernst Zimmer (1864–1924), deutscher Maler und Illustrator
- Lisbeth Zwerger (* 1954), österreichische Illustratorin